# Jessica Fridrich
Jessica Fridrich (República Txeca, 1964) és una enginyera elèctrica i especialista autodidacta en càlcul diferencial i integral, coneguda per documentar i popularitzar el «Mètode CFOP» (Cross, First two layers, Orientation, Permutation), més conegut popularment, en honor del seu nom, com a «Mètode Fridrich», un dels mètodes més eficients i populars per a la solució del Cub de Rubik.

## Trajectòria professional
Jessica Fridrich, especialitzada en marques d'aigua digitals i ciències forenses, treballa com a professora en el Departament d'Enginyeria Elèctrica i Computació de la Universitat de Binghamton. Va rebre el seu títol de Magister en Matemàtica Aplicada a la Universitat tècnica txeca de Praga el 1987, doctorant-se en Ciències dels Sistemes a la Universitat de Binghamton el 1995.

## Experiència com aspeedcuber
Fridrich es va interessar pels trencaclosques i la geometria complexa i va conèixer a l'inventor del cub de Rubik, Ernő Rubik en el campionat mundial d'aquest trencaclosques celebrat a Budapest el 1982, un esdeveniment on Fridrich es va classificar en desena posició. Més tard, en el campionat mundial de Toronto, Canadà va quedar segona, darrere de Dan Knights. En la comunitat del cub màgic és considerada una de les pioneres del «speedcubing» juntament amb Lars Petrus. A més, gairebé tots els speedcubers més ràpids han basat les seves solucions personals en el mètode de Fridrich.

## Modalitats del mètode CFOP
Fridrich proposa dues versions del seu mètode per a resoldre el cub: la versió completa, amb 106 algorismes, i la versió reduïda, que compta amb prop de 70 algorismes menys i amb alguns passos mes, però que és més senzilla de recordar.